# タジク人
タジク人（ペルシア語: تاجيک, Tājīk; タジク語: Тоҷик） は、タジキスタン、アフガニスタンを中心に居住するイラン系民族。スキタイ遊牧民であった東イラン系の人々を指す近現代的民族区分である。

## 起源
タジク人とテュルクは元々古代から中央アジアに住み、中央アジアを起源にする。スキタイ遊牧民であったタジクはアルタイに住む遊牧民に多くの影響を与えた。もともとは古代から近世にかけての中央アジアやイラン高原といった中央ユーラシアの乾燥地帯において、住民を2つのグループに大別しタージーク（タジク）とテュルクと呼んでいたことに由来する。ここでいうタジクとは、ペルシア系の言語を使い、都市あるいはオアシスに住む人が多く、都市文化になじんだ諸集団に属する人々。一方テュルクとは、ペルシア系の言語の影響を強く受けたテュルク系の言語を使い、多くは都市やオアシスの間に広がるステップ地帯でに住む遊牧民の諸集団に属している人々の意味であった。
現在タジク民族とされている人々は、スキタイの遊牧民牧るバクトリア人、ソグド人、サカ人など、中央アジアの歴史に名を留める多くの民族の系譜を引いている。タジク民族の基となったタージークと呼ばれる諸集団の原型は、9世紀から10世紀に東イラン語を話していた古バクトリア人及びソグド人が西イラン語に属するダリー語（ファルシー語）を話すようになっていった9～10世紀に形成された。この地域の遊牧民の言語的、文化的テュルク化までには、この言語を話す人々は、ギンドゥクシャ北方及び南方の広範囲なオアシスに広がり、定住するに至っていた。

## 語源
語源は不明。しかし一説に、ペルシャ語で「王冠」を意味する Taj に由来し、民族衣装のタジク帽の形状を表す。あるいは、アラブ系の部族であったタイイ人と同語源であるともいう。

## 人種
ペルシア系（イラン系）に属するために、基本的にはコーカソイドで、父系を示すY染色体ハプログループは、Wells(2001)によれば、R1aが44.7％、Jが18.4％、R2が7.9%、Lが8％、Hが5％である。

## 宗教
現在のタジク人の宗教はイスラム教であるが、宗派はスンナ派が主流であり、少数派の中ではイスマーイール派が多い。これはイランにおける狭義のペルシア人が主に十二イマーム派であるのとは対照的である。

## 言語
西イラン語群に属するペルシア語系の言語（アフガニスタンではダリー語、タジキスタンおよびウズベキスタンではタジク語と呼ばれる）が主流で、少数の集団は東イラン語群に属するパミール語（中国ではこの系統の言語がタジク語と呼ばれる）やヤグノビ語などを話す。

## 各国のタジク人

### アフガニスタン
現在のアフガニスタン北部に居住するタジク人は、ドゥッラーニー朝の創設者アフマド・シャー・ドゥッラーニーにより王朝支配下の構成集団に編入された。これが近代国家として認識されるようになる、近現代アフガニスタン国家の国民として、タジク人が含まれるようになる起源である。それ以来、パシュトゥーン人の統治者は、国の統治に当たって、タジク人を考慮に入れざるを得ず、1936年まではタジク人が使用するダリー語が唯一の公用語だった。
ただし、アフガニスタンのような中央ユーラシア世界では、テュルク系を主体とする遊牧勢力が、得意とする騎馬軍事力を基に軍事力、王権、政治を担当し、都市文化に精通し、文書事務を得意とするタージーク勢力が拠点都市で文書行政を担当するという構図は、中世から近世にかけては普遍的なものであった。アフガニスタンの場合も、この時代の遊牧軍事勢力としては珍しく、テュルク系ではなくインド・イラン語派の言語を使用するものの、遊牧騎馬軍事勢力たるパシュトゥーン系の王権勢力が、自らは騎馬軍事、王権、政治に専念し、文書行政を都市やオアシスを拠点とするタージーク勢力にまかせ、タージーク勢力の言語を行政公用語として採用した。
また、1776年にアフガニスタンの首都はパシュトゥーン人の優勢なカンダハールからタジク人が優勢なカーブルに移転された。これも、テュルク系集団やパシュトゥーン人のような遊牧軍事勢力が都市内と都市外近郊を移動しつつ軍事と政治の中枢を独占し、文書行政事務は、タージーク勢力がその拠点都市の行政機関に居を置いたり、移動する宮廷に随伴して担当するという、中世から近世にかけての中央アジアの政治・行政状況の一般形態と共通した現象と見ることもできるし、王権中枢勢力とある意味対等な側面を有する他のパシュトゥーン人諸集団は、必ずしも王権中枢を構成するパシュトゥーン系勢力にとって安定的に忠誠を期待できる安全な存在ではなく、王権に忠誠を誓う官僚集団を輩出するタージーク勢力の方が王権中枢のパシュトゥーン系勢力にとっては信頼が置けたという側面も考慮できる。
現在、タジク人はヘラートのオアシス、ヒンドゥークシュ山脈の南斜面のパンジシール州、ゴルベンド及びサラングの峡谷並びに北東辺境のバダフシャーン州の3大地域に集中している。
タジク人は、平野人と山岳人の2つのグループに分けることができる。平野人は、比較的早期にパシュトゥーン人君主に服従した。平野人の大部分はスンニー派である。平野タジク人は、伝統的にパシュトゥーン人統治者に忠実であった。パシュトゥーン人は元来遊牧集団の常として多核的で非中央集権的な集団構成原理を持ち、王権に対して分派活動をとる者達も出てくることが稀ではない。そのため平野タジク人は、王権中枢を構成する集団以外のパシュトゥーン系集団への対抗勢力としての兵士としても利用され、その上層部は王国において文書行政官僚のみではなく、軍人貴族をも形成した。
山岳タジク人は非常に独立精神に富み、かつ好戦的であり、パシュトゥーン系王権に反抗的でアフガニスタンの歴史を通して反乱や戦争が絶えなかった。山岳タジク人は主としてスンナ派とシーア派に分かれ、バダフシャーン州ではニザール派に属している。ソビエト連邦のアフガニスタン侵攻や、その後の内戦の際には、アフマド・シャー・マスード等のような有能な野戦指揮官を多数輩出している。
ソ連の撤退後、ターリバーンが台頭すると「タジク人はタジキスタンへ帰るべき」として圧迫を受けた。

### タジキスタン
1929年12月5日、タジク・ソビエト社会主義共和国が設立された。
タジキスタン共産党初期の要員は、南部人、カラテギン（沿パミール地区）、パミール及びクリャーブの一部の代表者から形成された。ボリシェビキの政策は、山岳人が閉鎖的な生活様式を変える契機ともなった。カラテギンだけはイスラム教の影響下に残され、タジキスタンの現状にも影響している。
1937年、最初にタジク革命政府を樹立した南部人は、完全に粛清された。第二次世界大戦後、ホジェント出身者に権力が移った。
ホジェント（旧レニナバード）は、イスラム神学のエリート、ホージャの領地である。その規律と互助は、彼らが80年代に至るまで権力を維持することを助けた。しかし、パミール人とクリャーブ人も、権力闘争に加わり始めた。
最南部地域のクリャーブはイスラム保守主義に晒されず迅速に新しい価値を受け入れたが、その代表者達は党指導部において常に二次的な役割に甘んじ、地区自体は常に最貧地区の1つだった。
ゴルノ・バダフシャン自治州の住民であるパミール人は、他の地域とは異なる民族、文化、言語を有し、宗教的にはイスラム教シーア派の一派であるイスマーイール派に属する（タジク人の多くは、スンニー派）。
タジキスタンにおける科学と文化は、サマルカンド及びブハラ出身者が担った。

### ウズベキスタン
1929年12月5日のタジク・ソビエト社会主義共和国設立時、約140万人のタジク人がウズベク領内に残されて、ウズベキスタンの人口の5％を占めている。ソ連時代に、ウズベク語を話すことのできるタジク人はウズベク人と分類されたため、タジク人は実際には相当数いるものとされる。実際には、人口の20～30%を占めているという調査もある。サマルカンドやブハラ、シャフリサブスなどのウズベキスタン南部地域、フェルガナ盆地地域、シルダリヤ川沿岸地域ではタジク語が広範囲にわたって話されており、タジク語圏地域となっている。ウズベキスタンではタジク語教育は禁止され、家庭内等での使用に限定されている。そのため、タジク語話者はほとんどがウズベク語との完全なバイリンガルでもあり統計上ではタジク語の割合は4.4%に過ぎないが、全人口の20%～30%前後のタジク人がいるものと推測される。このことから、ウズベキスタンはタジキスタンに次ぐタジク人国家ともいえる。

### 中国
今日の中国領版図内では、タジクの人々は伝統的にタリム盆地（新疆ウイグル自治区）西部の都市やオアシス集落を拠点としてきた。宗教はタジキスタンと異なり、住民のほとんどがシーア派のイスマーイール派（7イマーム派）に属する。また、言語もパミール語系のサリコル語やワヒ語を用いる。
中国では、清代から民国期にかけ、新疆を「回疆」（「ムスリムの土地」の意）、その住人達を「回部」（「ムスリムたちの集団、組織」の意）と称し、同君連合的構成原理を持つ清朝属下の諸種族を「五族（満・蒙・回・蔵・漢）」と総称する際には、タジク系諸集団を、テュルク系の諸集団とともに「回」の概念で一括してきた。
辛亥革命後、中華民国では近代的国民国家としての体制を確立するため、建国直後より旧清朝属下の諸政権に属する国民を歴史的に古代以来の中国国民である「中華民族」なる固有の民族であると、政治的に定義し、その構成要素たる五族共和を謳った。さらに中国共産党が政権を奪取し、中華人民共和国が成立すると、その内部を言語や文化の差異にもとづいて民族別に区分する民族識別工作を行い、漢族と「55の少数民族」とに区分した。タジク系諸集団は、この措置によって「タジク族（塔吉克族）」として独立したひとつの「少数民族」としての地位を獲得した。